# 碧山
- 關於更多碧山的名称，請見「碧山 (消歧义)」。

碧山，是位於新加坡中部的規劃區，面積大約3平方（1.2平方英里），主要為住宅區，地域上在大巴窑以北，宏茂橋以南及实龙岗以西。其命名源自區內一座名為碧山亭（Peck San Theng）的廣東籍墳場，於1870年由來自廣州、惠州和肇慶的移民所建立，後發展成現新市鎮。同時，碧山是公教中學及萊佛士書院的所在地。

## 设施
碧山的周围设施非常齐全，包括碧山地铁站、碧山巴士转换站、碧山民众联络所、碧山－宏茂桥公园、很多名校包括公教中学、爱同小学、国专长老会学校、光洋小学、来福士学院等。职工总会的平价超市(FairPrice)、巨人超市(Giant)、众多的食阁与小贩中心。碧山的中心商场是碧山第八站（Junction 8）。新加坡最大的漢傳佛寺光明山普覺禪寺也位於碧山區。
碧山也是新加坡房产的热点区域，碧山的组屋一直是价格房产高。碧山拥有非常多的有地住宅。还有众多的公寓，比如最新的公寓顺福轩(Jadescape)，和新加坡最成功的EC - 共管执行公寓：碧山苑（Bishan Loft）.

### 碧山亭
广惠肇碧山亭1870年成立，占地有115公顷，坟山面积相等于三分之二个碧山镇，总共有大约10万个坟墓，主要是广东人和客家人的埋葬地。碧山亭在1973年停止土葬，从1983年开始逐步改建成骨灰安置所。
碧山亭的坟墓有个特色。在这10万个坟墓之中，有些看似同行埋在一起，实际上这些叫做总坟。所谓总坟就是公共墓地，旧时代没后人或没钱的人士就葬在总坟，相当于现代的公共墓地。总坟不是衣冠冢。它让往生者没有子孙还是能得到香火。总坟大致上有三类，一类是同行，一类是同姓，再一类，就是来自于同一个家乡。
碧山亭虽然是个坟山，但里头也有不少居民。当时这个村子就叫做“甘榜山亭”。村子的名字，与坟山内的建设有关。当年，坟山里头有12座亭子，给后人祭祖的时候歇脚用，也是大家用来指路的地标。
碧山亭的12个亭子，在1980年代新镇发展起来之后一个一个消失。经过近40年的发展建设，碧山已成为一个热闹的市镇。

## 相關書籍
- Victor R Savage, Brenda S A Yeoh (2003), Toponymics – A Study of Singapore Street Names, Eastern Universities Press, ISBN 981-210-205-1